# Burg Kipfenberg
Die Burg Kipfenberg ist eine Spornburg auf einem steilen 430 m ü. NHN hohen Felsen östlich über der Gemeinde Kipfenberg, Burgstraße, im Landkreis Eichstätt in Bayern. Die Anlage ist unter der Aktennummer D-1-76-138-6 als Baudenkmal verzeichnet. „Mittelalterliche und frühneuzeitliche Befunde im Bereich der Burg Kipfenberg“ werden zudem als Bodendenkmal unter der Aktennummer D-1-7034-0046 geführt.

## Geschichte

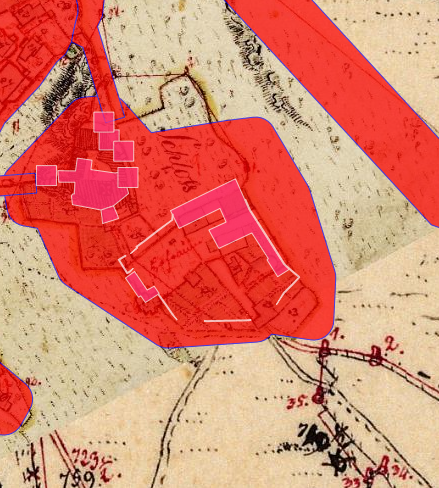
Lageplan von Burg Kipfenberg auf dem Urkataster von Bayern

Die Burg wurde im 12. Jahrhundert erbaut und war 1277 im Besitz der Ritter Kropf, die sich nach der Burg Kropf von Kipfenberg nannten und vorher Ministeriale der Grafen von Hirschberg, Besitzer von Schloss Hirschberg, waren. Am 11. September 1301 verkaufte Konrad, genannt Struma (Kropf), das „castrum et oppidum Kipfenberg“ mit allen Besitzungen an das Hochstift Eichstätt (Bischof Konrad II. von Pfeffenhausen).
Im Zuge der Säkularisation wurde am 25. Februar 1803 das Hochstift Eichstätt aufgelöst und die Kipfenberger Burg ging an den Staat über, der sie an Privatleute verkaufte. Im 18. Jahrhundert begann der Verfall der Burg und ab 1839 wurde sie größtenteils abgebrochen. 1895 kaufte der Privatier Franz Häusler von München die Burg von dem Postboten Schiedermeier und 1914 ging sie in den Besitz der Familie Taeschner aus Potsdam über. 
1914 bis 1925 wurde die Burg im Auftrag von Anna Taeschner nach einem Entwurf des Architekten Bodo Ebhardt nach Grundsätzen moderner Wohnkultur mit Burgcharakter um den bis dahin freistehenden Bergfried herum wieder aufgebaut. Nach Weiterveräußerung der Burg in den 1980er Jahren wurde diese umfassend modernisiert und zudem das Römer- und Bajuwarenmuseum errichtet.

## Heutige Nutzung
Die Burg befindet sich in Privatbesitz und ist nicht zu besichtigen. In der Vorburg ist das Römer und Bajuwaren Museum Burg Kipfenberg untergebracht.

## Beschreibung

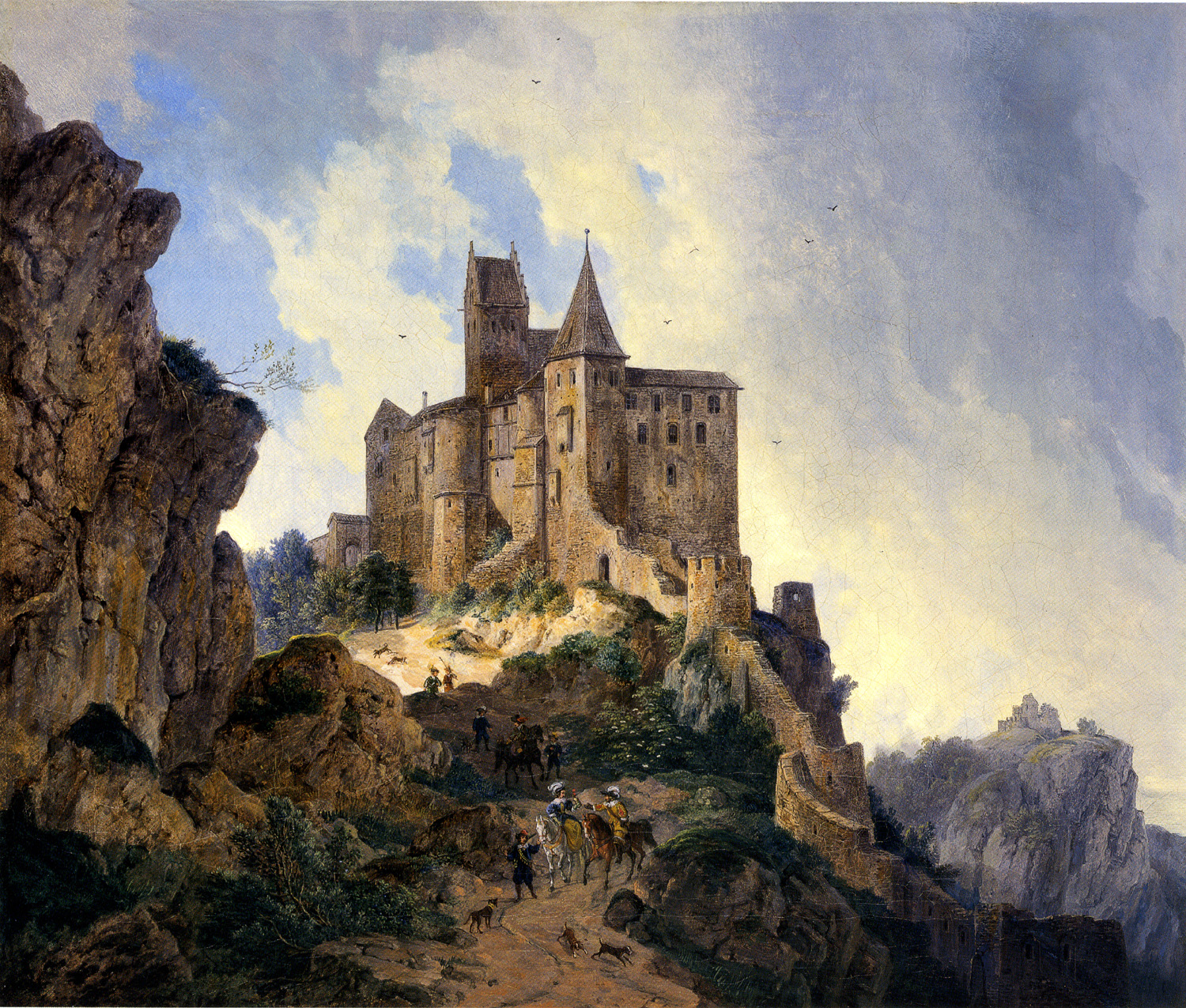
Domenico Quaglio: Burg Kipfenberg, um 1815/1818

Die von einem trapezförmigen romanischen Bering geschützte Burganlage verfügt über einen Zwingerturm aus gotischer Zeit, einen ca. 30 Meter hohen quadratischen Bergfried auf einer Grundfläche von sieben mal sieben Metern und einem Hocheingang auf zehn Meter Höhe. Die Ringmauer der Kernburg hat eine Stärke von 1,45 Metern. An der Nordostseite befindet sich der dreigeschossige gotische „Hexenturm“ und auf einer Felsnase über dem Westbering der Kapellenanbau. 
Von der ursprünglichen Anlage blieben im Wesentlichen nur der nun total umbaute Bergfried und die Toranlage in der Ringmauer erhalten.